# Estlands herrlandslag i basket

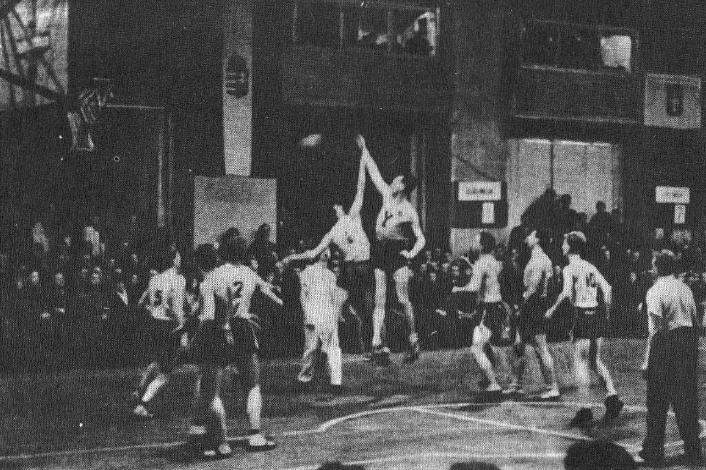
Estland-Litauen i Europamästerskapet 1937

Estlands herrlandslag i basket (estniska: Eesti korvpallikoondis) representerar Estland i basket på herrsidan. Laget deltog första gången i Europamästerskapet 1937.

### Fotnoter
1. ↑  Todor Krastev (19 mars 1937). ”Men Basketball 2nd European Championship 1937 Riga (LAT) - Winner Lithuania” (på engelska). Sport Statistics. Arkiverad från originalet den 18 juni 2011. https://web.archive.org/web/20110618003505/http://www.todor66.com/basketball/Europe/Men_1937.html. Läst 23 juni 2015.